# Максим Цаусис
Максим (на гръцки: Μάξιμος) е гръцки духовник, митрополит на Вселенската патриаршия.

## Биография
Роден е на 7 юли 1914 година в гревенското село Стихази, тогава в Османската империя със светското име Сотириос Цаусис (Σωτήριος Τσαούσης) или Христопулос (Χριστόπουλος). В 1919 година баща му се мести да работи в Цариград, където Сотириос учи в училището „Агиа Триада“ в Пера, а след това в Зографио. В 1937 година завършва Халкинската семинария. На Халки показва усърдие и е високо оценен от митрополит Максим Халкидонски. На следната 1938 година е ръкоположен за дякон в църквата „Света Троица“ в Халкидон от митрополит Максим. Служи като архидякон в Халкидонската митрополия. През ноември 1941 година става подсекретар на Светия синод в Цариград, а на 5 октомври 1943 година – главен секретар, и впоследствие е ръкоположен за свещеник от митрополит Максим.
На 18 май 1946 година е избран за митрополит на сардийски, ипертим и екзарх на цяла Лидия. Ръкоположен е на 16 юни 1946 година в патриаршеската катедрала „Свети Георги“ от патриарх Максим V Константинополски в съслужение с митрополитите Поликарп Бурсенски, Леонтий Теодоруполски, Мелетий Христуполски, Агатангел Кидонийски, Адамантий Пергамски, Кирил Халдийски и Максим Лаодикийски.
Автор е на много богословски трудове, сред които „Вселенската патриаршия в Православната църква“. В 1984 година Солунският университет му присъжда титлата почетен доктор по богословие.
Умира на 30 декември 1986 година. Опят е на 3 януари 1987 година в катедралата „Свети Георги“, като службата се води от патриарх Димитрий I Константинополски. Погребан е в манастира „Животворящ източник“ в Балъклъ (Валукли).
На 29 май 1999 година патриарх Вартоломей I Константинополски открива пред църквата „Свети Атанасий“ в родното му село мраморен бюст на митрополит Максим.